# Per Göransson
Per Magnus Ingevald Göransson, född 8 maj 1924 i Kvarntorp nära Bjärka Säby, Gunnarsbo, död 25 december 2008 i Linköpings domkyrkoförsamling, var en svensk-norsk målare och textilkonstnär.
Han utbildade sig, som sin far Samuel Göransson, till yrkesmålare 1944, men visade anlag för teckning, vilket resulterade i att han studerade vid Konstfackskolan i Stockholm 1946–1950, och vid Statens kunstakademi i Oslo 1950–1953 samt frescomålning för Per Krohg vid Statens kunstakademi i Oslo 1958–1959 och vid Accademia di belle arti i Firenze Italien där han studerade de gamla frescomästarnas teknik samt vid Konsthögskolan i Stockholm 1971. Separat ställde han ut på flera platser i Sverige, Norge, Italien och Tyskland. Bland hans offentliga arbeten märks en väggmålning i Gamlebyen skole i Oslo, utsmyckning av Stavangers bibliotek, takmålningar i Vists nya kyrka och han har tillsammans med sin fru utfört flera offentliga utsmyckningsuppdrag. Han tilldelades Italienska statens stipendium 1958–1959 och Östgöta konstförenings stipendium 1956. Göransson är representerad vid Östergötlands läns landsting, Linköpings kommun, National Gallery i Oslo, Bryne Gallery, Mjölby kommun, Örebro kommun och Stockholms läns landsting. Han var från 1953 gift med Eli-Marie Johnsen (1926–2015) och far till Pia Göransson-Lie och Gabriella Göransson. Makarna är begravda på Vists kyrkogård i Östergötland.